# Jan Nepomucen Wański
Jan Nepomucen Wański (ur. ok. 1800 w Wielkopolsce, zm. w kwietniu 1888 w Aix-en-Provence) – polski skrzypek i kompozytor, syn Jana Wańskiego.

## Życiorys
Wykształcenie muzyczne rozpoczął w Kaliszu i Warszawie. Po powstaniu listopadowym wyemigrował do Francji. Doskonalił grę na skrzypcach u pedagoga Pierre-Marie-François Baillota (1771–1842).
Jako skrzypek występował we Francji, Szwajcarii, Włoszech i Hiszpanii. Komponował głównie utwory na skrzypce, także do celów pedagogicznych. Napisał podręczniki gry na skrzypcach i altówce oraz do nauki harmonii.
Został członkiem rzymskiej Accademia di Santa Cecilia.
W roku 1838 osiadł w Aix-en-Provence, gdzie mieszkał do śmierci. Pełnił tam obowiązki pierwszego skrzypka orkiestry teatralnej. Z jego inicjatywy w Aix-en-Provence utworzone zostało konserwatorium.